# Oligoryzomys fulvescens
Oligoryzomys fulvescens is een zoogdier uit de familie van de Cricetidae. De wetenschappelijke naam van de soort werd voor het eerst geldig gepubliceerd door Saussure in 1860.
Oligoryzomys fulvescens heeft een kop-romplengte van 6 tot 10 cm, een staartlengte van 8 tot 12 cm en een gewicht van 11 tot 16 gram. De soort leeft in regenwouden en droogbossen van zeeniveau tot 2.000 meter hoogte van de centrale delen van Mexico tot Peru en noordelijk Brazilië. Oligoryzomys fulvescens is een nachtactief boombewonend knaagdier dat zich voedt met nectar, zaden en insecten.